# Tremulous
Tremulous — багатокористувацька відеогра, суміш жанрів 3D-action (FPS) і стратегії в реальному часі (RTS). Гра працює на базі ігрового рушія Quake III, а саме Id Tech 3 та спочатку створювалася як мод до гри Quake III, але нині є самостійним продуктом і не вимагає встановлення Quake III. 
Tremulous поширюється під повністю вільною ліцензією GPL v2, початковий код постачається разом з дистрибутивом гри, а збірки доступні для платформ Linux, FreeBSD, Mac OS X та Microsoft Windows.

## Сюжет
Сюжет гри побудовано на військовому протистоянні двох рас — людей (англ. humans) та прибульців (англ. aliens). Дія розгортається на різних космічних і земних об'єктах, судячи з інтер'єру, побудованих людьми. 
Мета гри — тотальне знищення істот протилежної раси і споруд, що належать їй. Гравець може вибирати, за яку расу він гратиме, це визначає для нього подальший ігровий процес — обидві раси дуже відрізняються ігровими характеристиками. Люди користуються стрілецькою зброєю, прибульці покладаються на свої природні якості — кігті, зуби та швидкість переміщення. Також прибульці можуть пересуватися по стінах та стелі, що робить процес гри за них дуже незвичним.

## Ігровий процес

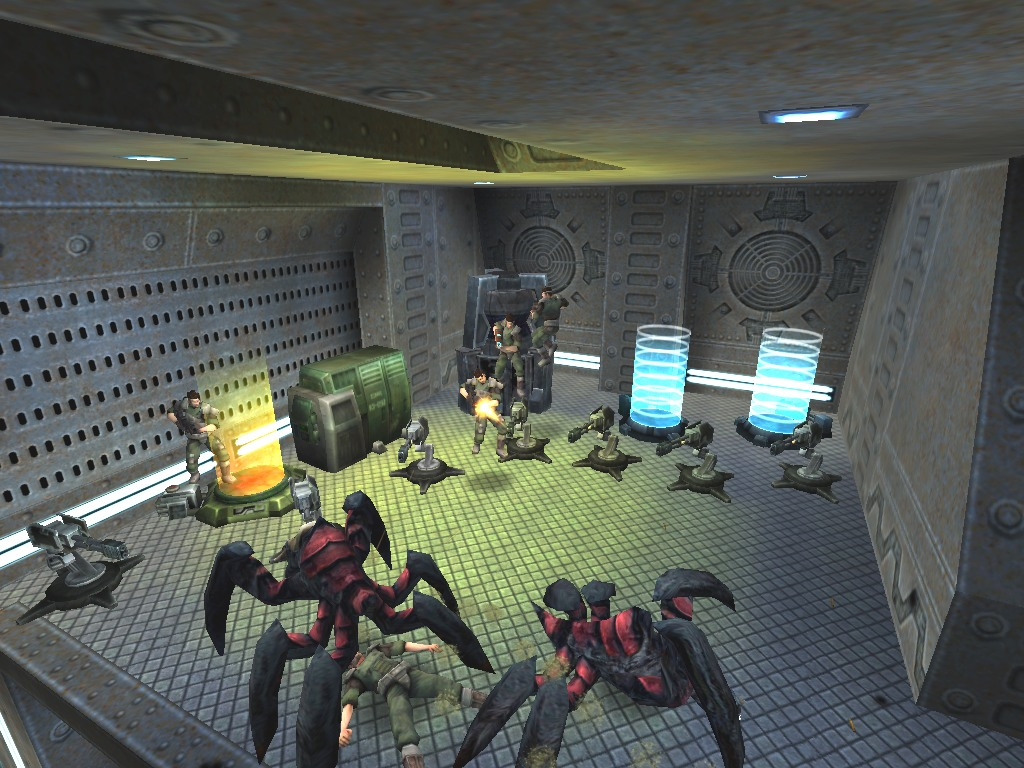
Люди відбивають атаку прибульців. Найопулярніша структура бази людей на карті ATCS

Ігровий процес Tremulous складається з двох частин — 3D-шутер від першої особи та стратегія в реальному часі. Кожна команда має три стадії розвитку, перехід на наступну стадію надає нові споруди, зброю та ігрові класи. Для того, щоб команда перейшла на наступну стадію, їй необхідно набрати певну кількість фрагів. Кількість необхідних фрагів залежить від кількості гравців, що дозволяє збалансувати тривалість раундів.
Кожна команда має різні «ігрові класи» — люди можуть купувати озброєння та спорядження, а прибульці — еволюціонувати в потужніші особини. Вибір обмежений лише кількістю кредитів у людей чи очок еволюції у прибульців (очки даються за вбивства ворогів). Зазвичай у кожній команді є один або кілька гравців-будівельників, які не озброєні або мають дуже слабкі засоби самозахисту. При зведенні або деконструкції будівлі у будівельника з'являється таймер, який не дозволяє йому змінити клас або зброю, а також робити ремонт.
Недосвідчений гравець може безпосередньо (через необережність убити товариша по команді) або побічно (невдало звести будівлі, постійно жертвувати себе команді опонента) нашкодити своїй команді, тому часто таких гравців закликають грати обережніше, а можуть навіть вивантажити гравця зі сервера за допомогою голосування команди.

## Ігрові класи

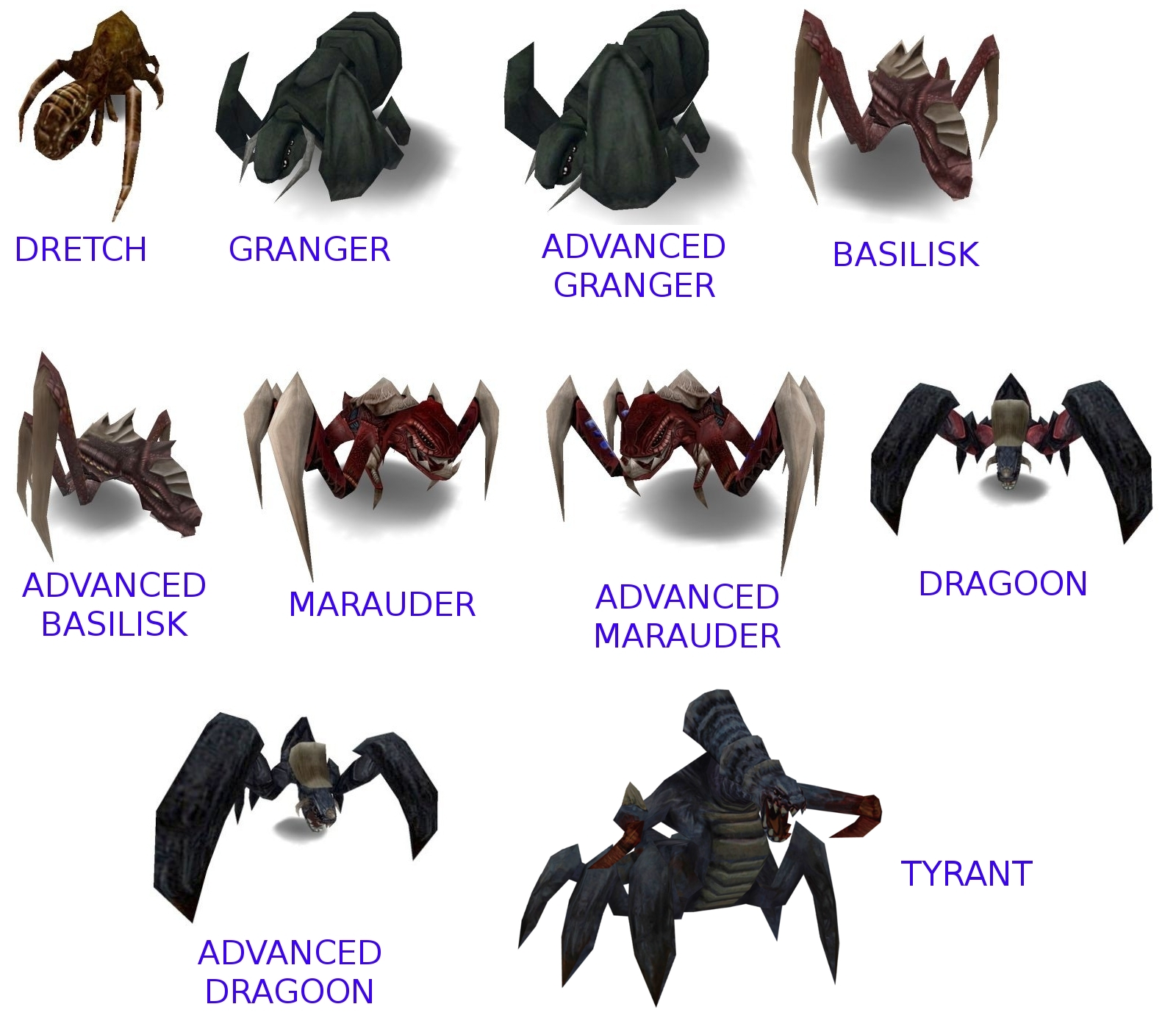
Класи чужих

Класи у людей визначаються вибором зброї — за знищення прибульців гравець отримує гроші, які він може витрачати на покупку своєї амуніції та зброї. У прибульців зміна класу здійснюється у вигляді мутації, на яку витрачаються очки еволюції (evo points), здобуті за знищення противника.

## Будівництво об'єктів
Стратегічний елемент гри — можливість будівництва різних службових об'єктів: у людей цим займаються інженери за допомогою спеціальних пристроїв «construction kit», а у прибульців — особливий клас істот-будівельників — ґренджери (англ. grangers). Допустимий набір будівель та їх дія залежить від вибраної раси.

## Карти
Карти, що йдуть у комплекті з клієнтом версії 1.1.0:

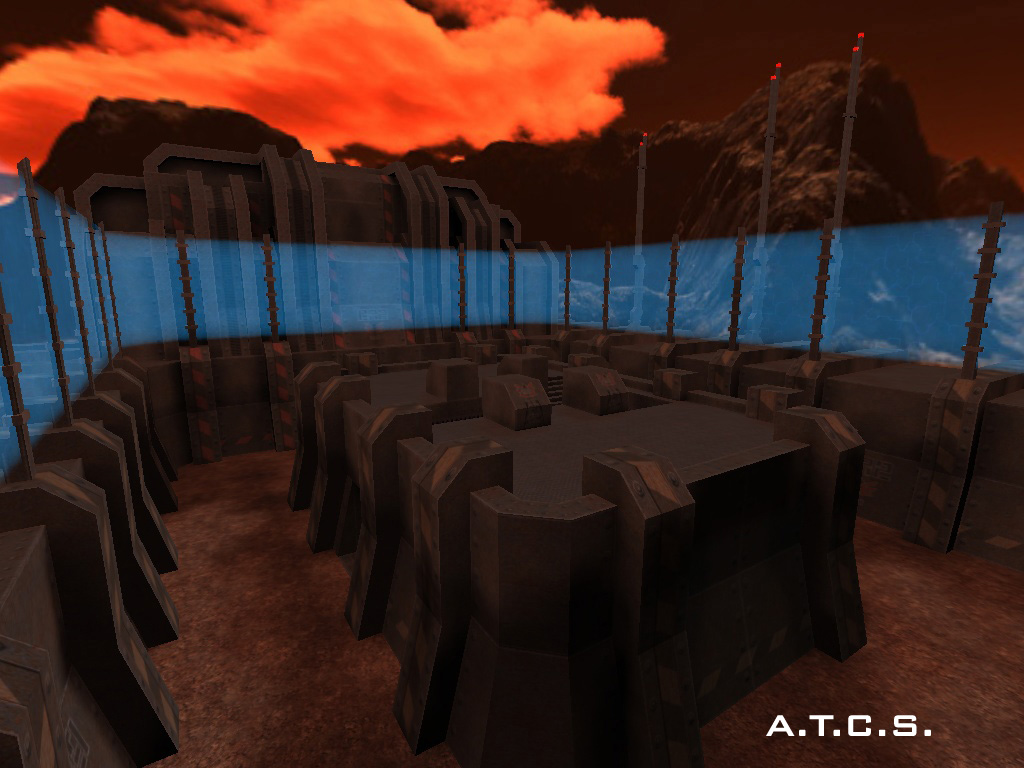
Advanced Tactical Combat Simulaiton
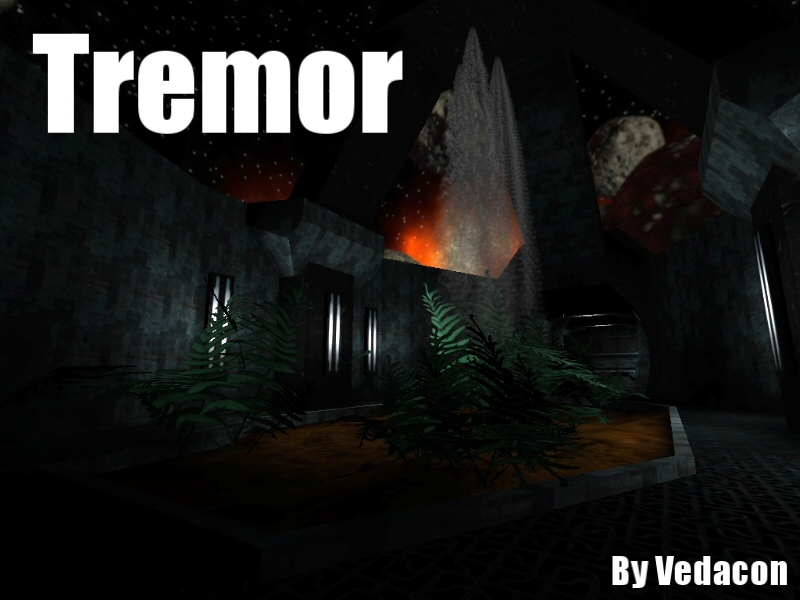
Tremor
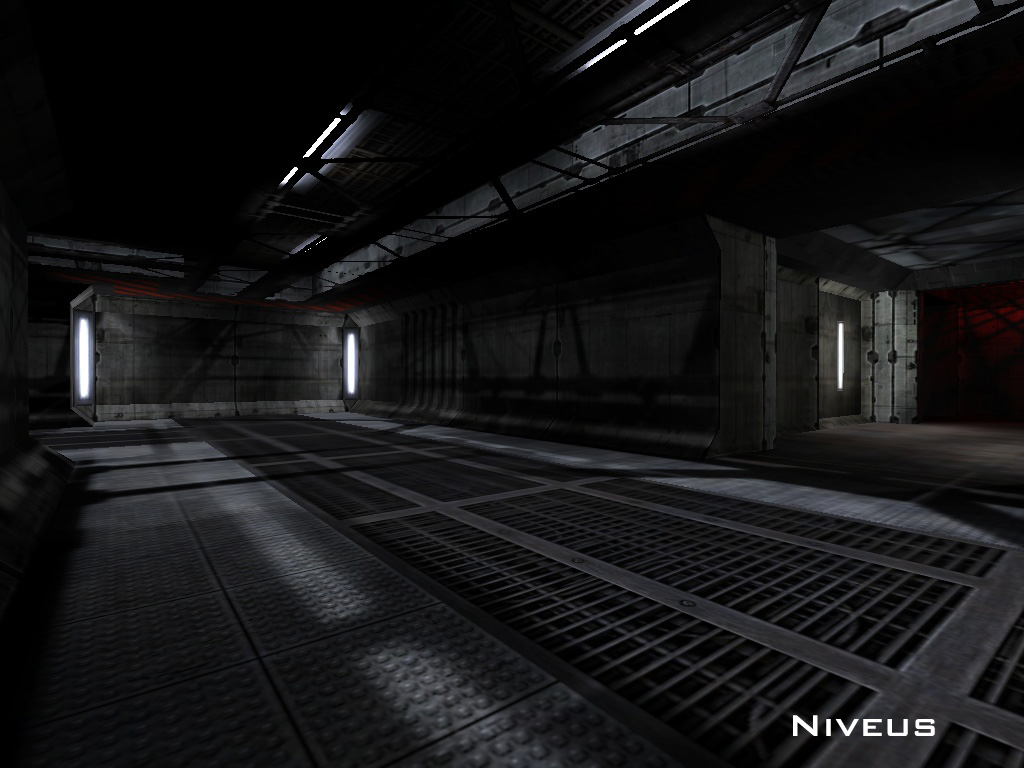
Niveus
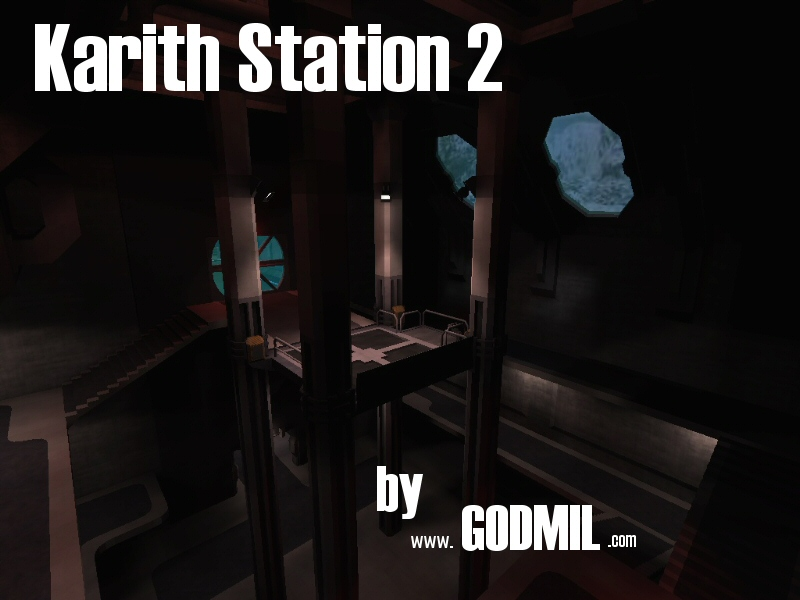
Karith Station 2
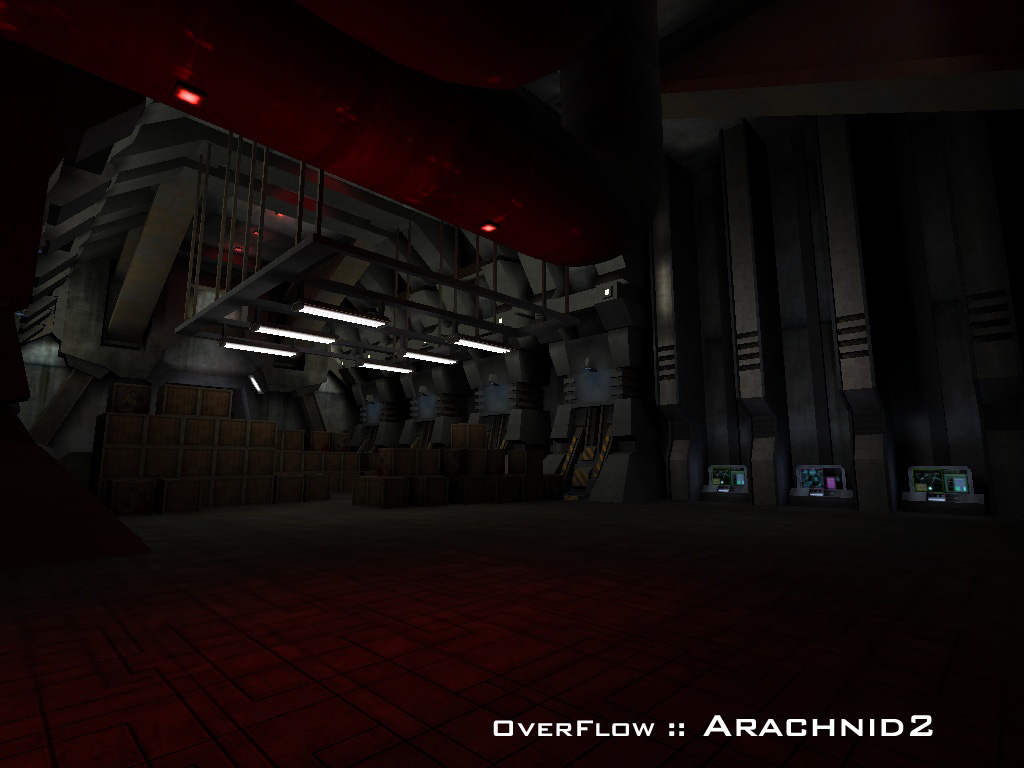
Arachnid2
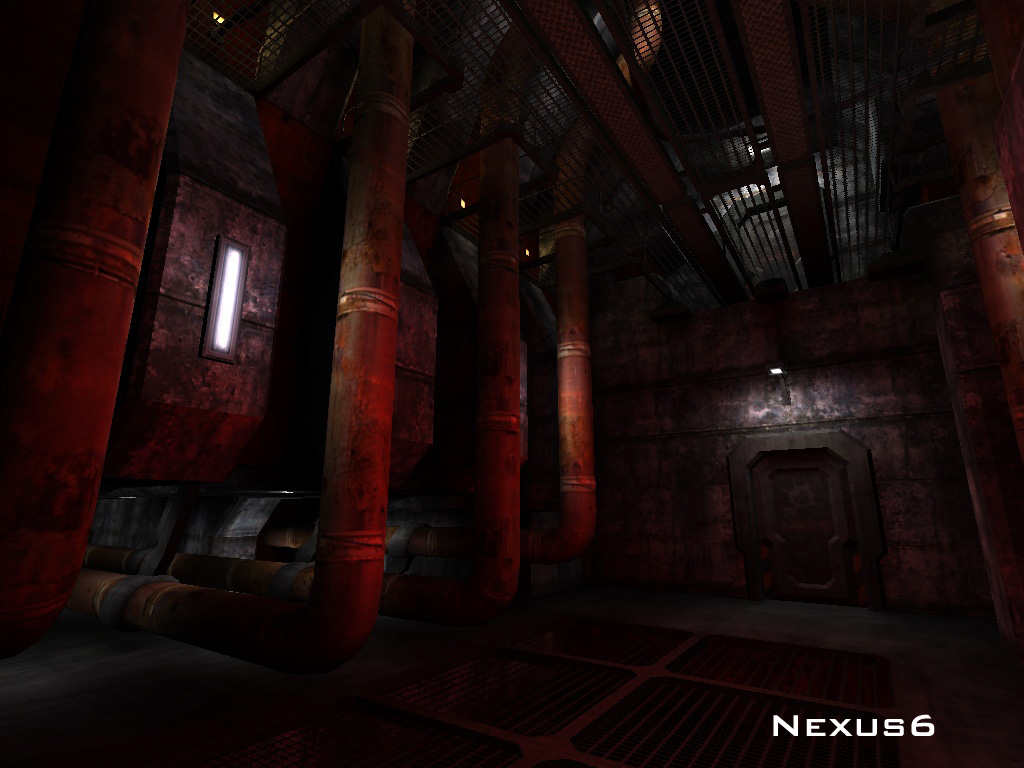
Nexus6
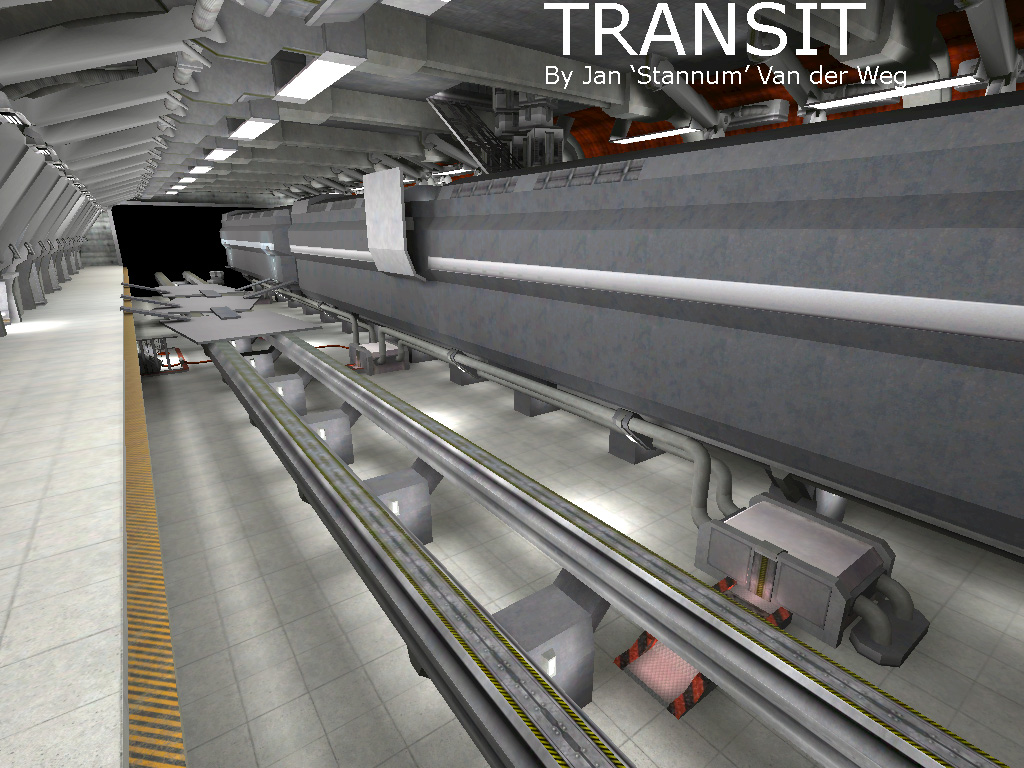
Transit
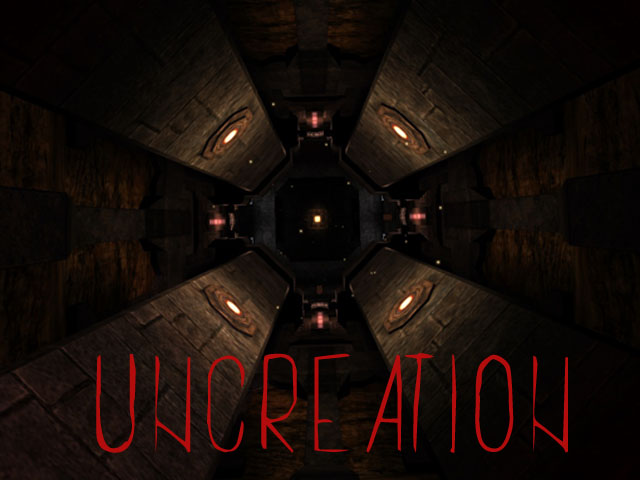
Uncreation

## Розробники
Права на гру належать Dark Legion Development.
- Тім Ангус (Tim 'Timbo' Angus) — програмування та керування
- Нік Джансенс (Nick 'jex' Jansens) — створення карт, текстурування та 2D-арт
- Робін Маршалл (Robin 'OverFlow' Marshall) — моделювання, анімація та створення карт
- Ян ван дер Вег (Jan 'Stannum' van der Weg) — текстурування та створення карт
- Майк МакІннерней (Mike 'Veda' McInnerney) — моделювання, анімація та текстурування
- Гордон Міллер (Gordon 'Godmil' Miller) — створення карт
- 'Who-[Soup]' — створення карт
- Тристан Бліз (Tristan 'jhrx' Blease) — створення карт
- Пол Ґревенсон (Paul 'MoP' Greveson) — моделювання та текстурування
- Кріс Маккарті (Chris 'Dolby' McCarthy) — звук